# Psiloderces
Psiloderces es un género de arañas araneomorfas de la familia Psilodercidae. Se encuentra en el sur de Asia.

## Lista de especies
Según The World Spider Catalog 14.5:
- Psiloderces albostictus Deeleman-Reinhold, 1995 — Tailandia
- Psiloderces althepoides Deeleman-Reinhold, 1995 — Borneo
- Psiloderces bangkiraiensis Li & Chang, 2020
- Psiloderces bolang Li & Chang, 2020
- Psiloderces bontocensis Li & Chang, 2020
- Psiloderces cattienensis Li & Chang, 2020
- Psiloderces coronatus Deeleman-Reinhold, 1995 — Java
- Psiloderces cuyapoensis Li & Chang, 2020
- Psiloderces djojosudharmoi Deeleman-Reinhold, 1995 — Sumatra
- Psiloderces egeria Simon, 1892 — Filipinas
- Psiloderces elasticus (Brignoli, 1975) — Sri Lanka
- Psiloderces enigmatus Deeleman-Reinhold, 1995 — Borneo
- Psiloderces fredstonei Deeleman-Reinhold, 1995 — Tailandia
- Psiloderces gawanaensis Li & Chang, 2020
- Psiloderces grohotensis Li & Chang, 2020
- Psiloderces heise Li & Chang, 2020
- Psiloderces howarthi Deeleman-Reinhold, 1995 — Tailandia
- Psiloderces kalimantan Deeleman-Reinhold, 1995 — Borneo
- Psiloderces leclerci Deeleman-Reinhold, 1995 — Sulawesi
- Psiloderces leucopygius Deeleman-Reinhold, 1995 — Sumatra
- Psiloderces ligula Baert, 1988 — Sulawesi
- Psiloderces limosa Deeleman-Reinhold, 1995 — Sumatra
- Psiloderces longipalpis Baert, 1988 — Sulawesi
- Psiloderces malinoensis Li & Chang, 2020
- Psiloderces mulcatus (Brignoli, 1973) — Nepal
- Psiloderces nasicornis Baert, 1988 — Sulawesi
- Psiloderces palopoensis Li & Chang, 2020
- Psiloderces penaeorum Deeleman-Reinhold, 1995 — Tailandia
- Psiloderces penajamensis Li & Chang, 2020
- Psiloderces pingguo Li & Chang, 2020
- Psiloderces pulcher Deeleman-Reinhold, 1995 — Borneo
- Psiloderces rimbu Deeleman-Reinhold, 1995 — Sumatra
- Psiloderces septentrionalis Deeleman-Reinhold, 1995 — Tailandia
- Psiloderces suthepensis Deeleman-Reinhold, 1995 — Tailandia
- Psiloderces tesselatus Deeleman-Reinhold, 1995 — Java
- Psiloderces torajanus Deeleman-Reinhold, 1995 — Sulawesi
- Psiloderces vallicola Deeleman-Reinhold, 1995 — Sumatra
- Psiloderces vulgaris Deeleman-Reinhold, 1995 — Tailandia
- Psiloderces wangou Li & Chang, 2020
- Psiloderces xichang Li & Chang, 2020